# Gruppa B 1940
L'edizione 1940 della Gruppa B fu la 5ª della seconda serie del Campionato sovietico di calcio e vide la vittoria finale della Krasnaya Zarya Leningrado.

## Stagione

### Formula
Fu l'ultimo anno in cui il torneo ebbe tale denominazione: dopo la seconda guerra mondiale ebbe, infatti, il nuovo nome di Vtoraja Gruppa.
Il numero di squadre si ridusse drasticamente a causa delle numerose defezioni, scendendo da 23 a 14: tra i nuovi partecipanti sono da ricordare lo Stroitel Baku che prese il posto dei concittadini del Temp, il Piščevik Odessa che prese il posto dei concittadini della Dinamo neo retrocessi e la Dinamo Minsk che prese il posto dei concittadini dello Spartak Minsk. Da notare che l'altra squadra retrocessa (l'Elektrik Leningrado), cambiò nome in Krasnaya Zarya Leningrado.
Le 14 squadre si incontravano in gare di andata e ritorno per un totale di 26 incontri per squadra: il sistema prevedeva due punti per la vittoria, uno per il pareggio e zero per la sconfitta.
Venivano promosse in Gruppa B le prime due classificate.

## Squadre partecipanti

### Profili
| Club                   | Città       | Repubblica     | Stagione precedente                     |
| ---------------------- | ----------- | -------------- | --------------------------------------- |
| Avangard Leningrado    | Leningrado  | RSFS Russa     | 20° in Gruppa B                         |
| Burevestnik Mosca      | Mosca       | RSFS Russa     | 8° in Gruppa B                          |
| Dinamo Charkiv         | Char'kov    | RSS Ucraina    | 7° in Gruppa B                          |
| Dinamo Minsk           | Minsk       | RSS Bielorussa | Non prese parte ai campionati nazionali |
| Krasnaja Zarja         | Leningrado  | RSFS Russa     | 13° in Gruppa A                         |
| Lokomotyv Kiev         | Kiev        | RSS Ucraina    | 11° in Gruppa B                         |
| Piščevik Mosca         | Mosca       | RSFS Russa     | 4° in Gruppa B                          |
| Piščevik Odessa        | RSS Ucraina | Odessa         | 14° in Gruppa A                         |
| Sel'maš Charkiv        | Char'kov    | RSS Ucraina    | 10° in Gruppa B                         |
| Spartak Erevan         | Erevan      | RSS Armena     | 14° in Gruppa B                         |
| Spartak Leningrado     | Leningrado  | RSFS Russa     | 6° in Gruppa B                          |
| Stroitel Baku          | Baku        | RSS Azera      | Non prese parte ai campionati nazionali |
| Sudostroitel' Mykolaïv | Nikolaev    | RSS Ucraina    | 9° in Gruppa B                          |
| Torpedo Gor'kij        | Gor'kij     | RSFS Russa     | 12° in Gruppa B                         |

## Classifica finale
|  | Pos. | Squadra                | Pt | G  | V  | N | P  | GF | GS | DR  |
|  | ---- | ---------------------- | -- | -- | -- | - | -- | -- | -- | --- |
|  | 1.   | Krasnaja Zarja         | 35 | 26 | 15 | 5 | 6  | 54 | 36 | +18 |
|  | 2.   | Spartak Leningrado     | 34 | 26 | 13 | 8 | 5  | 46 | 29 | +17 |
|  | 3.   | Stroitel Baku          | 31 | 26 | 12 | 7 | 7  | 39 | 29 | +10 |
|  | 4.   | Dinamo Charkiv         | 29 | 26 | 12 | 5 | 9  | 44 | 37 | +7  |
|  | 5.   | Piščevik Odessa        | 28 | 26 | 12 | 4 | 10 | 49 | 40 | +9  |
|  | 6.   | Dinamo Minsk           | 26 | 26 | 10 | 6 | 10 | 42 | 41 | +1  |
|  | 7.   | Lokomotyv Kiev         | 26 | 26 | 11 | 4 | 11 | 33 | 34 | -1  |
|  | 8.   | Sudostroitel' Mykolaïv | 26 | 26 | 9  | 8 | 9  | 25 | 31 | -6  |
|  | 9.   | Torpedo Gor'kij        | 25 | 26 | 8  | 9 | 9  | 44 | 47 | -3  |
|  | 10.  | Burevestnik Mosca      | 25 | 26 | 10 | 5 | 11 | 28 | 31 | -3  |
|  | 11.  | Avangard Leningrado    | 25 | 26 | 12 | 1 | 13 | 40 | 51 | -11 |
|  | 12.  | Piščevik Mosca         | 20 | 26 | 7  | 6 | 13 | 31 | 40 | -2  |
|  | 13.  | Sel'maš Charkiv        | 17 | 26 | 6  | 5 | 15 | 41 | 53 | -12 |
|  | 14.  | Spartak Erevan         | 17 | 26 | 4  | 9 | 13 | 25 | 42 | -17 |

### Verdetti
- Krasnaya Zarya Leningrado e Spartak Leningrado promossi in Gruppa B

## Risultati
|                           | KZL | SPL | STB | DCH | PIO | DMI | LJI | SUM | TGO | BUM | ALE | PIM | SEC | SPE |
| Krasnaya Zarya Leningrado |     | 2-3 | 3-1 | 3-2 | 1-0 | 2-2 | 2-1 | 4-0 | 2-1 | 0-1 | 4-1 | 3-1 | 5-1 | 2-0 |
| Spartak Leningrado        | 3-3 |     | 3-0 | 2-0 | 1-2 | 2-1 | 1-2 | 1-0 | 1-1 | 1-1 | 1-2 | 1-0 | 1-1 | 3-0 |
| Stroitel Baku             | 2-2 | 0-0 |     | 3-2 | 2-3 | 2-1 | 4-1 | 1-0 | 2-0 | 1-1 | 4-1 | 3-1 | 5-2 | 1-1 |
| Dinamo Charkiv            | 0-0 | 1-1 | 1-0 |     | 0-0 | 6-2 | 1-0 | 4-0 | 0-3 | 2-0 | 3-0 | 3-1 | 5-2 | 3-1 |
| Piščevik Odessa           | 2-1 | 2-3 | 0-0 | 5-1 |     | 2-1 | 3-0 | 1-2 | 1-1 | 1-0 | 1-2 | 3-0 | 5-1 | 1-1 |
| Dinamo Minsk              | 6-1 | 2-2 | 2-1 | 3-1 | 1-0 |     | 1-0 | 0-0 | 2-2 | 2-0 | 3-2 | 0-4 | 2-2 | 0-1 |
| Lokomotiv Kiev            | 2-0 | 2-1 | 1-0 | 1-0 | 3-2 | 1-0 |     | 0-1 | 1-2 | 2-0 | 3-4 | 2-0 | 2-3 | 2-0 |
| Sudostroitel' Mykolaïv    | 4-0 | 0-2 | 1-1 | 1-0 | 2-1 | 1-1 | 1-0 |     | 1-0 | 0-1 | 0-1 | 1-1 | 1-0 | 0-0 |
| Torpedo Gor'kij           |     | 3-2 | 0-1 | 5-1 | 7-4 | 2-4 | 2-2 | 1-1 |     | 4-1 | 1-1 | 0-3 | 0-0 | 3-1 |
| Burevestnik Mosca         | 0-3 | 0-1 | 0-1 | 0-1 | 4-1 | 2-0 | 1-1 | 3-3 | 4-0 |     | 1-0 | 1-1 | 0-2 | 2-1 |
| Avangard Leningrado       | 0-3 | 3-6 | 2-1 | 1-2 | 1-0 | 1-3 | 0-2 | 3-0 | 3-1 | 1-2 |     | 3-0 | 4-3 | 2-0 |
| Piščevik Mosca            | 0-2 | 0-2 | 0-1 | 1-1 | 1-3 | 1-0 | 0-0 | 2-1 | 1-3 | 0-2 | 4-1 |     | 3-1 | 1-1 |
| Sel'maš Charkiv           | 1-3 | 0-1 | 0-0 | 1-3 | 2-3 | 1-2 | 3-0 | 1-2 | 6-0 | 0-1 | 3-0 | 1-1 |     | 3-0 |
| Spartak Erevan            | 0-1 | 1-1 | 1-2 | 1-1 | 2-3 | 2-1 | 2-2 | 2-2 | 0-0 | 2-0 | 0-1 | 1-4 | 4-1 |     |
| ------------------------- | --- | --- | --- | --- | --- | --- | --- | --- | --- | --- | --- | --- | --- | --- |